# Per Conrad Boman
Per Conrad Boman (* 6. Juni 1804 in Stockholm; † 17. März 1861 ebenda) war ein schwedischer Komponist.

## Leben
Boman, Schüler von Pehr Frigel, lebte als Musikkritiker und -schriftsteller in Stockholm und war einige Zeit Musikreferent bei Post- och Inrikes Tidningar. Außerdem schrieb er Beiträge für die Zeitung Ny Tidning för Musik.
Er komponierte die zwei Operetten Byn i bergen (1846) und Ljungby horn och pipa (1858), ein Singspiel, die Kantate Gustaf Vasas dröm sowie weitere Lieder. Zusammen mit Jacob Niclas Ahlström gab er die Volksliedsammlung Svenska folksanger, folkdanser och folklekar heraus.